# Novecento (Band)
Novecento ist eine italienische New-Wave-Band.

## Bandgeschichte
Die Gruppe ging auf die gemeinsamen musikalischen Aktivitäten der Geschwister Pino (Giuseppe), Lino und Rossana Nicolosi zurück, die schon in jungen Jahren zusammen auftraten. 1977 machten sie die Bekanntschaft mit der Sängerin Dora Carofiglio, die später Linos Frau wurde. Zu viert wagten sie musikalische Experimenten zwischen New Wave, Jazz, Funk und Pop und veröffentlichten 1981 unter dem Namen Divieto di sosta eine erste EP beim Label Ricordi, die jedoch unbeachtet blieb. Daraufhin richteten sie ihr eigenes Aufnahmestudio ein und begannen, auch Musik für andere Interpreten zu produzieren, zunächst vor allem im Bereich Italo Disco.
Der Durchbruch der Gruppe erfolgte im Jahr 1984. Nun unter dem Namen Novecento, unterschrieben die vier Musiker einen Plattenvertrag mit WEA und erreichten mit der ersten Single Movin’ On Platz zwei der Singlecharts. Im selben Jahr konnten sie mit der Produktion The Night für Valerie Dore auch einen europäischen Erfolg verbuchen. Selbst veröffentlichte Novecento außerdem die Single The Only One und das Album Novecento. 1985 folgte die erfolgreiche Produktion Call Me Mr. Telephone für die amerikanische Sängerin Cheyne. Beim Label Art Records veröffentlichte die Gruppe 1986 die Single Excessive Love, die Verwendung in einer Werbekampagne fand, sowie das Album Dreamland.
Das nächste Album Shine (1989) und die Single Broadway (1988) erschienen beim Label Five Record. Unterdessen war die Gruppe weiterhin live sowie in der Musikproduktion tätig. Im Lauf der 90er-Jahre veröffentlichte sie bei wechselnden Labels noch drei Alben und verschiedene Singles, danach beschränkte sie sich für längere Zeit auf die Produktion, wobei sie sich stilistisch auf Jazz spezialisierte. Einen Teil ihrer Produktion präsentierte Novecento 2002 auf dem Album Featuring…
Erst 2008 meldete sich die Band zurück. Mit der Single Cry erreichte sie zum ersten Mal in ihrer Karriere die Spitze der Singlecharts. Es folgte die Single Stop the Time und das Album Secret. Während die Tätigkeiten als Produzenten unvermindert weitergingen, erschien unter dem Namen Novecento nur noch das wenig beachtete Album A New Day (2014).

## Diskografie

### Alben
Studioalben
- 1981: Divieto di sosta (Ricordi, EPL 5003) – als Divieto di sosta
- 1984: Novecento (WEA Italiana, 24 0567-1)
- 1986: Dreamland (Art Records, ART 20491)
- 1989: Shine (Five Record, FM 13611)
- 1991: Leaving Now (Discomagic Records, LP 531)
- 1992: Necessary (Baby Records, 590 151-2)
- 1997: C’è un mondo che… (Crisler Music, CDC 1001)
- 2002: Featuring…
- 2008: Secret
- 2014: A New Day
- 2016: Winter Sensations

Kompilationen
- 1990: The Best
- 1993: Collection
- 2003: Greatest Hits: The History

### Singles (Auswahl)
| Jahr | Titel Album    | Höchstplatzierung, Gesamtwochen, AuszeichnungChartsChartplatzierungen (Jahr, Titel, Album, Platzierungen, Wochen, Auszeichnungen, Anmerkungen) | Anmerkungen                                      |
| Jahr | Titel Album    | IT | Anmerkungen                                      |
| ---- | -------------- | --- | ------------------------------------------------ |
| 1984 | Movin’ On      | IT2 (23 Wo.)IT | WEA, 24-9427-7 B-Seite: Splendid Moment Together |
| 1984 | The Only One   | IT12 (7 Wo.)IT | WEA, 24-9198-7 B-Seite: Take a Chance            |
| 1986 | Excessive Love | IT18 (4 Wo.)IT | Art, ATR 10665 B-Seite: Single Reason            |
| 1988 | Broadway       | IT17 (6 Wo.)IT | Five, FM 13198-B B-Seite: Mama Say Ye            |
| 2008 | Cry            | IT1 (9 Wo.)IT |                                                  |
| 2008 | Stop the Time  | IT5 (5 Wo.)IT |                                                  |

## Belege
1. 1 2 3  Biografia: Novecento. Radio Italia, archiviert vom Original am 23. Oktober 2007; abgerufen am 1. April 2020 (italienisch).
2. ↑  Novecento. In: Italodisco.ch. Abgerufen am 1. April 2020.
3. ↑  Guido Racca: M&D Borsa Singoli 1960-2019. Selbstverlag, 2019, ISBN 978-1-09-326490-6, S. 329. Guido Racca & Chartitalia: Top 100 FIMI Singoli. Lulu, 2013, S. 128.